# Christoph Bottoni
Christoph Bottoni (* 21. September 1977 in Winterthur) ist ein Schweizer Segler in der Bootsklasse Laser.
Er wurde mehrmals Schweizer Meister und nahm 1999 an der Universiade in Palma teil. Nachdem er 2002 einen schweren Motorradunfall erlitten hatte, konnte er während drei Jahren den Segelsport nur in reduziertem Masse ausüben und verpasste die angestrebte Qualifikation für die Olympischen Sommerspiele 2004 knapp. Auf internationaler Ebene etablierte er sich im vorderen Mittelfeld und schaffte schliesslich die Qualifikation für die olympischen Segelwettbewerbe in Qingdao. Dort erreichte er Platz 37.
Bottoni lebt in Castel San Pietro, ist Mitglied des Circolo Velico Lago di Lugano und gehört dem Nationalkader des Schweizerischen Segelverbandes an. Er studierte Medizin an der Universität Zürich und praktiziert seit 2001 als Zahnarzt an der Schulzahnklinik in Zürich. 2006 nahm er an der Wahl zum Mister Schweiz teil und wurde Dritter.